# Merindad de Estella
La merindad de Estella o merindad de Tierra Estella (en euskera: Lizarrako Merindadea o Lizarrerria) es una de las cinco merindades en que históricamente se ha dividido la Comunidad Foral de Navarra (España) y cuya cabeza de merindad es la localidad de Estella. Su delimitación territorial coincide con la del partido judicial homónimo. La merindad engloba a 72 municipios y 39 facerías entre las que se encuentran la sierra de Urbasa, la sierra de Andía y la sierra de Lóquiz como las más extensas. La superficie total de la merindad de Estella es de 2068,6 km². Su población en 2024 fue de 66 082 habitantes (INE).

## Geografía física

### Situación
La merindad se encuentra situada al oeste de la Comunidad Foral de Navarra englobando parte de las regiones geográficas de La Navarra Media en su parte norte y de la Ribera de Navarra en su parte sur. Limita al norte con la merindad de Pamplona; al este con la merindad de Pamplona y la de Olite; al sur con la comunidad autónoma de La Rioja; y al oeste con la provincia de Álava, en la comunidad autónoma del País Vasco.

### Hidrología
La merindad se extiende desde las sierras de Urbasa y Andía hasta las Riberas del Ebro y del bajo Ega pasando por Tierra Estella propiamente dicha. El río Ega la recorre de oeste a este hasta la ciudad de Estella y desde allí de norte a sur hasta alcanzar el Ebro al sur de San Adrián, aquel y sus afluentes drenan la mayor parte del territorio; otros ríos y barrancos, menos importantes, van directamente al Ebro, y solo el nordeste pertenece a la cuenca hidrográfica del Arga.

### Relieve y Geología
La merindad consta de dos grandes unidades geomorfológicas: las sierras y valles de tipo cántabro, al norte y noroeste, y la Depresión del Ebro, al sur. Las primeras, orientadas de oeste a este, son: las sierras de Urbasa y Andía, donde está la mayor cota de altitud (San Donato o Beriáin con 1493 m s. n. m.). Esta parte está formada por un sinclinal colgado perfecto, está accidentada por pliegues y fallas meridianas; el anticlinal semivaciado de Santiago de Lóquiz Monte Santo (1256 m s. n. m.), separado de Urbasa por el corredor de las Améscoas; y el pliegue falla cabalgante al sur de las sierras de Codés (1414 m s. n. m.), Lapoblación (1243 m s. n. m.) y Cantabria (1255 m s. n. m.). En todas abundan las calizas cretácicas o eocénicas, y por eso ofrecen un importante modelado cárstico, tanto más cuanto más al norte. La depresión oligocénica y miocénica del Ebro está formada por sedimentos lacustres y continentales, unos detríticos (conglomerados, areniscas y arcillas rojo-vinosas o amarillentas) y otro evaporítico (sales y yesos); estos materiales fueron plegados y modelados por la erosión en cuestas, colinas, sinclinales colgados y valles anticlinales, propios de la Navarra Media y del Norte de la Ribera, dando como resultado depresiones rodeadas de serrezuelas (valle de Aguilar, La Berrueza, Valdega, Val de Mañeru, etc), somontanos abiertos (piedemonte Sur de Montejurra, somontano Viana-Los Arcos) y llanuras ribereñas interrumpidas por colinas alargadas y escarpes yesíferos. Otros elementos de importancia morfológica son los diapiros* que originan las cubetas intramontañosas de Estella, Alloz y Salinas de Oro, y los montes de aluviones que jalonan las orillas del Ega y la margen izquierda del Ebro.

### Clima
El clima de la merindad, es de transición entre el clima oceánico propio de las sierras de Urbasa y Andía, y el mediterráneo continental de la depresión del Ebro: su índice de precipitación anual oscila 400 y 1800 mm, la temperaturamedia anual varía entre 6 y 14 °C y la evapotranspiración potencial entre 600 y 800 mm. 

### Flora y Fauna
La vegetación de la merindad corresponde al igual que el clima con una zona de transición. Salvo las sierras del Norte y Noroeste y los islotes montañosos que pertenecen a las provincias atlánticas donde abundan las hayas y de tipo submediterráneo donde abundan los robles de hoja pequeña y los quejigo, el resto se incluye en la región mediterránea de carrascales, encinares y coscojares.

## Demografía

### Evolución de la población
| Gráfica de evolución demográfica de Merindad de Estella entre 2003 y 2014 |
|                                                                           |

## Administración
La mayoría de los municipios de la comarca se agrupan en la Mancomunidad de Montejurra, que es un ente supramunicipal que gestiona los servicios de recogida y tratamiento de residuos sólidos urbanos, gestión y tratamiento del agua, fomento del desarrollo económico, fomento del desarrollo turístico, así como la oficina de rehabilitación de viviendas.

## Localidades de la merindad
Seguidamente se relatan por orden alfabético las distintas entidades de población de la Merindad de Estella.
| Nombre                                             | Nombre oficial                                     | Municipio                                          | Categoría  | Población (2014) |
| -------------------------------------------------- | -------------------------------------------------- | -------------------------------------------------- | ---------- | ---------------- |
| Abáigar                                            | Abáigar                                            | Abáigar                                            | Lugar      | 98               |
| Abárzuza                                           | Abárzuza <> Abartzuza                              | Abárzuza                                           | Lugar      | 535              |
| Aberin                                             | Aberin                                             | Aberin                                             | Lugar      | 70               |
| Acedo                                              | Acedo                                              | Mendaza                                            | Concejo    | 132              |
| Aguilar de Codés                                   | Aguilar de Codés                                   | Aguilar de Codés                                   | Villa      | 94               |
| Aizpún                                             | Aizpún                                             | Goñi                                               | Concejo    | 23               |
| Allo                                               | Allo                                               | Allo                                               | Villa      | 1019             |
| Alloz                                              | Alloz <> Allotz                                    | Valle de Yerri                                     | Concejo    | 112              |
| Amillano                                           | Amillano                                           | Allín                                              | Concejo    | 27               |
| Ancín                                              | Ancín <> Antzin                                    | Ancín                                              | Concejo    | 362              |
| Andéraz                                            | Andéraz                                            | Abárzuza                                           | Colegio    | 11               |
| Andía                                              | Andía <> Andia                                     | Valle de Yerri                                     | Caseríos   | 0                |
| Andosilla                                          | Andosilla                                          | Andosilla                                          | Villa      | 2779             |
| Aramendía                                          | Aramendía                                          | Allín                                              | Concejo    | 57               |
| Aranarache                                         | Aranarache <> Aranaratxe                           | Aranarache                                         | Lugar      | 77               |
| Arandigoyen                                        | Arandigoyen <> Arandigoien                         | Valle de Yerri                                     | Concejo    | 81               |
| Aras                                               | Aras                                               | Aras                                               | Lugar      | 184              |
| Arbeiza                                            | Arbeiza                                            | Allín                                              | Concejo    | 168              |
| Arellano                                           | Arellano                                           | Arellano                                           | Villa      | 184              |
| Arguiñano                                          | Arguiñano                                          | Guesálaz                                           | Concejo    | 36               |
| Arguiñáriz                                         | Arguiñáriz                                         | Guirguillano                                       | Lugar      | 14               |
| Arínzano                                           | Arínzano                                           | Aberin                                             | Caserío    | 7                |
| Arizala                                            | Arizala <> Aritzala                                | Valle de Yerri                                     | Concejo    | 83               |
| Arizaleta                                          | Arizaleta <> Aritzaleta                            | Valle de Yerri                                     | Concejo    | 44               |
| Armañanzas                                         | Armañanzas                                         | Armañanzas                                         | Villa      | 61               |
| Arróniz                                            | Arróniz                                            | Arróniz                                            | Villa      | 1078             |
| Artavia                                            | Artavia                                            | Allín                                              | Concejo    | 114              |
| Artaza                                             | Artaza                                             | Améscoa Baja                                       | Concejo    | 154              |
| Artazu                                             | Artazu                                             | Artazu                                             | Lugar      | 118              |
| Arteaga                                            | Arteaga                                            | Metauten                                           | Concejo    | 35               |
| Arzoz                                              | Arzoz                                              | Guesálaz                                           | Lugar      | 17               |
| Asarta                                             | Asarta                                             | Mendaza                                            | Concejo    | 52               |
| Ayegui                                             | Ayegui <> Aiegi                                    | Ayegui                                             | Lugar      | 1737             |
| Azagra                                             | Azagra                                             | Azagra                                             | Villa      | 3801             |
| Azanza                                             | Azanza                                             | Goñi                                               | Concejo    | 43               |
| Azcona                                             | Azcona <> Aizkoa                                   | Valle de Yerri                                     | Lugar      | 80               |
| Azqueta                                            | Azqueta                                            | Igúzquiza                                          | Concejo    | 54               |
| Azuelo                                             | Azuelo                                             | Azuelo                                             | Villa      | 37               |
| Baquedano                                          | Baquedano <> Bakedao                               | Améscoa Baja                                       | Concejo    | 135              |
| Barbarin                                           | Barbarin                                           | Barbarin                                           | Lugar      | 63               |
| Bargota                                            | Bargota                                            | Bargota                                            | Villa      | 295              |
| Baríndano                                          | Baríndano                                          | Améscoa Baja                                       | Concejo    | 94               |
| Bearin                                             | Bearin                                             | Valle de Yerri                                     | Concejo    | 187              |
| Cabredo                                            | Cabredo                                            | Cabredo                                            | Villa      | 102              |
| Cábrega                                            | Cábrega                                            | Mues                                               | Caserío    | 6                |
| Cárcar                                             | Cárcar                                             | Cárcar                                             | Villa      | 1081             |
| Caserío de Echávarri                               | Caserío de Echávarri                               | Aberin                                             | Caserío    | 1                |
| Casetas de Ciriza                                  | Casetas de Ciriza <> Ziritzako etxeak              | Valle de Yerri                                     | Caserío    | 1                |
| Cirauqui                                           | Cirauqui <> Zirauki                                | Cirauqui                                           | Villa      | 491              |
| Desojo                                             | Desojo                                             | Desojo                                             | Villa      | 83               |
| Dicastillo                                         | Dicastillo                                         | Dicastillo                                         | Villa      | 639              |
| Ecala                                              | Ecala                                              | Améscoa Baja                                       | Concejo    | 42               |
| Echarren de Guirguillano                           | Echarren de Guirguillano                           | Guirguillano                                       | Concejo    | 32               |
| Echávarri                                          | Echávarri                                          | Allín                                              | Concejo    | 60               |
| El Busto                                           | El Busto                                           | El Busto                                           | Villa      | 70               |
| Eraul                                              | Eraul                                              | Valle de Yerri                                     | Concejo    | 75               |
| Espronceda                                         | Espronceda                                         | Espronceda                                         | Villa      | 119              |
| Estella                                            | Estella-Lizarra                                    | Estella                                            | Ciudad     | 13 695           |
| Esténoz                                            | Esténoz                                            | Guesálaz                                           | Concejo    | 22               |
| Etayo                                              | Etayo                                              | Etayo                                              | Lugar      | 73               |
| Eulate                                             | Eulate                                             | Eulate                                             | Lugar      | 315              |
| Eulz                                               | Eulz                                               | Allín                                              | Concejo    | 58               |
| Galbarra                                           | Galbarra                                           | Lana                                               | Concejo    | 45               |
| Galdeano                                           | Galdeano                                           | Allín                                              | Concejo    | 60               |
| Ganuza                                             | Ganuza                                             | Metauten                                           | Concejo    | 58               |
| Garísoain                                          | Garísoain                                          | Guesálaz                                           | Concejo    | 27               |
| Gastiáin                                           | Gastiáin                                           | Lana                                               | Concejo    | 61               |
| Genevilla                                          | Genevilla                                          | Genevilla                                          | Villa      | 73               |
| Gollano                                            | Gollano                                            | Améscoa Baja                                       | Concejo    | 34               |
| Goñi                                               | Goñi                                               | Goñi                                               | Concejo    | 37               |
| Grocin                                             | Grocin <> Gorozin                                  | Valle de Yerri                                     | Concejo    | 32               |
| Guembe                                             | Guembe                                             | Guesálaz                                           | Concejo    | 32               |
| Guirguillano                                       | Guirguillano                                       | Guirguillano                                       | Concejo    | 40               |
| Ibiricu de Yerri                                   | Ibiricu de Yerri <> Ibiriku Deierri                | Valle de Yerri                                     | Concejo    | 55               |
| Igúzquiza                                          | Igúzquiza                                          | Igúzquiza                                          | Concejo    | 200              |
| Imaz                                               | Imaz                                               | Mendavia                                           | Granja     | 0                |
| Iranzu                                             | Iranzu                                             | Abárzuza                                           | Monasterio | 10               |
| Irujo                                              | Irujo                                              | Guesálaz                                           | Lugar      | 10               |
| Iruñela                                            | Iruñela                                            | Valle de Yerri                                     | Concejo    | 53               |
| Irurre                                             | Irurre                                             | Guesálaz                                           | Concejo    | 42               |
| Iturgoyen                                          | Iturgoyen                                          | Guesálaz                                           | Concejo    | 97               |
| Izurzu                                             | Izurzu                                             | Guesálaz                                           | Concejo    | 25               |
| Labeaga                                            | Labeaga                                            | Igúzquiza                                          | Concejo    | 32               |
| Lácar                                              | Lácar <> Lakar                                     | Valle de Yerri                                     | Concejo    | 63               |
| Lapoblación                                        | Lapoblación                                        | Lapoblación                                        | Concejo    | 31               |
| Larraona                                           | Larraona                                           | Larraona                                           | Lugar      | 116              |
| Larrión                                            | Larrión                                            | Allín                                              | Concejo    | 153              |
| Lazagurría                                         | Lazagurría                                         | Lazagurría                                         | Lugar      | 204              |
| Learza                                             | Learza                                             | Etayo                                              | Aldea      | 6                |
| Legardeta                                          | Legardeta                                          | Villatuerta                                        | Granja     | 3                |
| Legaria                                            | Legaria                                            | Legaria                                            | Lugar      | 106              |
| Lerate                                             | Lerate                                             | Guesálaz                                           | Concejo    | 25               |
| Lerín                                              | Lerín                                              | Lerín                                              | Villa      | 1706             |
| Lezáun                                             | Lezáun                                             | Lezáun                                             | Lugar      | 263              |
| Lodosa                                             | Lodosa                                             | Lodosa                                             | Villa      | 4760             |
| Lorca                                              | Lorca <> Lorka                                     | Valle de Yerri                                     | Concejo    | 136              |
| Los Arcos                                          | Los Arcos                                          | Los Arcos                                          | Villa      | 1167             |
| Luquin                                             | Luquin                                             | Luquin                                             | Lugar      | 138              |
| Mañeru                                             | Mañeru                                             | Mañeru                                             | Villa      | 436              |
| Marañón                                            | Marañón                                            | Marañón                                            | Lugar      | 51               |
| Meano                                              | Meano                                              | Lapoblación                                        | Concejo    | 110              |
| Mendavia                                           | Mendavia                                           | Mendavia                                           | Villa      | 3616             |
| Mendaza                                            | Mendaza                                            | Mendaza                                            | Concejo    | 102              |
| Mendilibarri                                       | Mendilibarri                                       | Ancín                                              | Concejo    | 23               |
| Metauten                                           | Metauten                                           | Metauten                                           | Concejo    | 45               |
| Mirafuentes                                        | Mirafuentes                                        | Mirafuentes                                        | Lugar      | 54               |
| Morentin                                           | Morentin                                           | Morentin                                           | Lugar      | 135              |
| Mues (Nosotros Contamos y que nos echen la sequía) | Mues (Nosotros Contamos y que nos echen la sequía) | Mues (Nosotros Contamos y que nos echen la sequía) | Lugar      | 75               |
| Muez                                               | Muez                                               | Guesálaz                                           | Concejo    | 49               |
| Munárriz                                           | Munárriz                                           | Goñi                                               | Concejo    | 51               |
| Muneta                                             | Muneta                                             | Allín                                              | Concejo    | 42               |
| Muniáin de Guesálaz                                | Muniáin de Guesálaz                                | Guesálaz                                           | Concejo    | 20               |
| Muniáin de la Solana                               | Muniáin de la Solana                               | Aberin                                             | Lugar      | 304              |
| Murieta                                            | Murieta                                            | Murieta                                            | Lugar      | 346              |
| Murillo de Yerri                                   | Murillo de Yerri <> Murelu Deierri                 | Valle de Yerri                                     | Concejo    | 40               |
| Muru                                               | Muru                                               | Valle de Yerri                                     | Lugar      | 3                |
| Murugarren                                         | Murugarren                                         | Valle de Yerri                                     | Concejo    | 74               |
| Muzqui                                             | Muzqui                                             | Guesálaz                                           | Lugar      | 9                |
| Narcué                                             | Narcué                                             | Lana                                               | Concejo    | 19               |
| Nazar                                              | Nazar                                              | Nazar                                              | Villa      | 45               |
| Oco                                                | Oco                                                | Oco                                                | Lugar      | 66               |
| Olejua                                             | Olejua                                             | Olejua                                             | Lugar      | 52               |
| Ollobarren                                         | Ollobarren                                         | Metauten                                           | Concejo    | 46               |
| Ollogoyen                                          | Ollogoyen                                          | Metauten                                           | Concejo    | 20               |
| Oteiza                                             | Oteiza                                             | Oteiza                                             | Villa      | 944              |
| Otiñano                                            | Otiñano                                            | Torralba del Río                                   | Concejo    | 21               |
| Piedramillera                                      | Piedramillera                                      | Piedramillera                                      | Villa      | 43               |
| Recajo                                             | Recajo                                             | Viana                                              | Barrio     | 0                |
| Riezu                                              | Riezu <> Errezu                                    | Valle de Yerri                                     | Concejo    | 115              |
| Salinas de Oro                                     | Salinas de Oro <> Jaitz                            | Salinas de Oro                                     | Lugar      | 118              |
| San Adrián                                         | San Adrián                                         | San Adrián                                         | Villa      | 6216             |
| San Martín de Améscoa                              | San Martín de Améscoa                              | Améscoa Baja                                       | Concejo    | 74               |
| Sansol                                             | Sansol                                             | Sansol                                             | Villa      | 104              |
| Sartaguda                                          | Sartaguda                                          | Sartaguda                                          | Villa      | 1317             |
| Sesma                                              | Sesma                                              | Sesma                                              | Villa      | 1201             |
| Sorlada                                            | Sorlada                                            | Sorlada                                            | Villa      | 71               |
| Torralba del Río                                   | Torralba del Río                                   | Torralba del Río                                   | Villa      | 99               |
| Torres del Río                                     | Torres del Río                                     | Torres del Río                                     | Villa      | 135              |
| Ubago                                              | Ubago                                              | Mendaza                                            | Concejo    | 32               |
| Úgar                                               | Úgar <> Ugar                                       | Valle de Yerri                                     | Concejo    | 50               |
| Ulibarri                                           | Ulibarri                                           | Lana                                               | Concejo    | 22               |
| Urbiola                                            | Urbiola                                            | Igúzquiza                                          | Concejo    | 47               |
| Urdánoz                                            | Urdánoz                                            | Goñi                                               | Concejo    | 16               |
| Urra                                               | Urra                                               | Améscoa Baja                                       | Caserío    | 1                |
| Venta de Urbasa                                    | Venta de Urbasa <> Urbasako Benta                  | Valle de Yerri                                     | Iglesia    | 0                |
| Viana                                              | Viana                                              | Viana                                              | Ciudad     | 4084             |
| Vidaurre                                           | Vidaurre                                           | Guesálaz                                           | Concejo    | 39               |
| Viguria                                            | Viguria                                            | Guesálaz                                           | Lugar      | 6                |
| Viloria                                            | Viloria                                            | Lana                                               | Concejo    | 35               |
| Villamayor de Monjardín                            | Villamayor de Monjardín                            | Villamayor de Monjardín                            | Villa      | 130              |
| Villanueva de Yerri                                | Villanueva de Yerri <> Hiriberri Deierri           | Valle de Yerri                                     | Concejo    | 57               |
| Villatuerta                                        | Villatuerta                                        | Villatuerta                                        | Villa      | 1125             |
| Zábal                                              | Zábal <> Zabal                                     | Valle de Yerri                                     | Concejo    | 77               |
| Zubielqui                                          | Zubielqui                                          | Allín                                              | Concejo    | 101              |
| Zudaire                                            | Zudaire                                            | Améscoa Baja                                       | Concejo    | 230              |
| Zufía                                              | Zufía                                              | Metauten                                           | Concejo    | 85               |
| Zúñiga                                             | Zúñiga                                             | Zúñiga                                             | Villa      | 104              |
| Zurucuáin                                          | Zurucuáin <> Zurukuain                             | Valle de Yerri                                     | Concejo    | 99               |